# Ablabesmyia aequidensi
Ablabesmyia aequidensi är en tvåvingeart som beskrevs av Sahin 1987. Ablabesmyia aequidensi ingår i släktet Ablabesmyia och familjen fjädermyggor.
Artens utbredningsområde är Turkiet. Inga underarter finns listade i Catalogue of Life.